# HQ-7

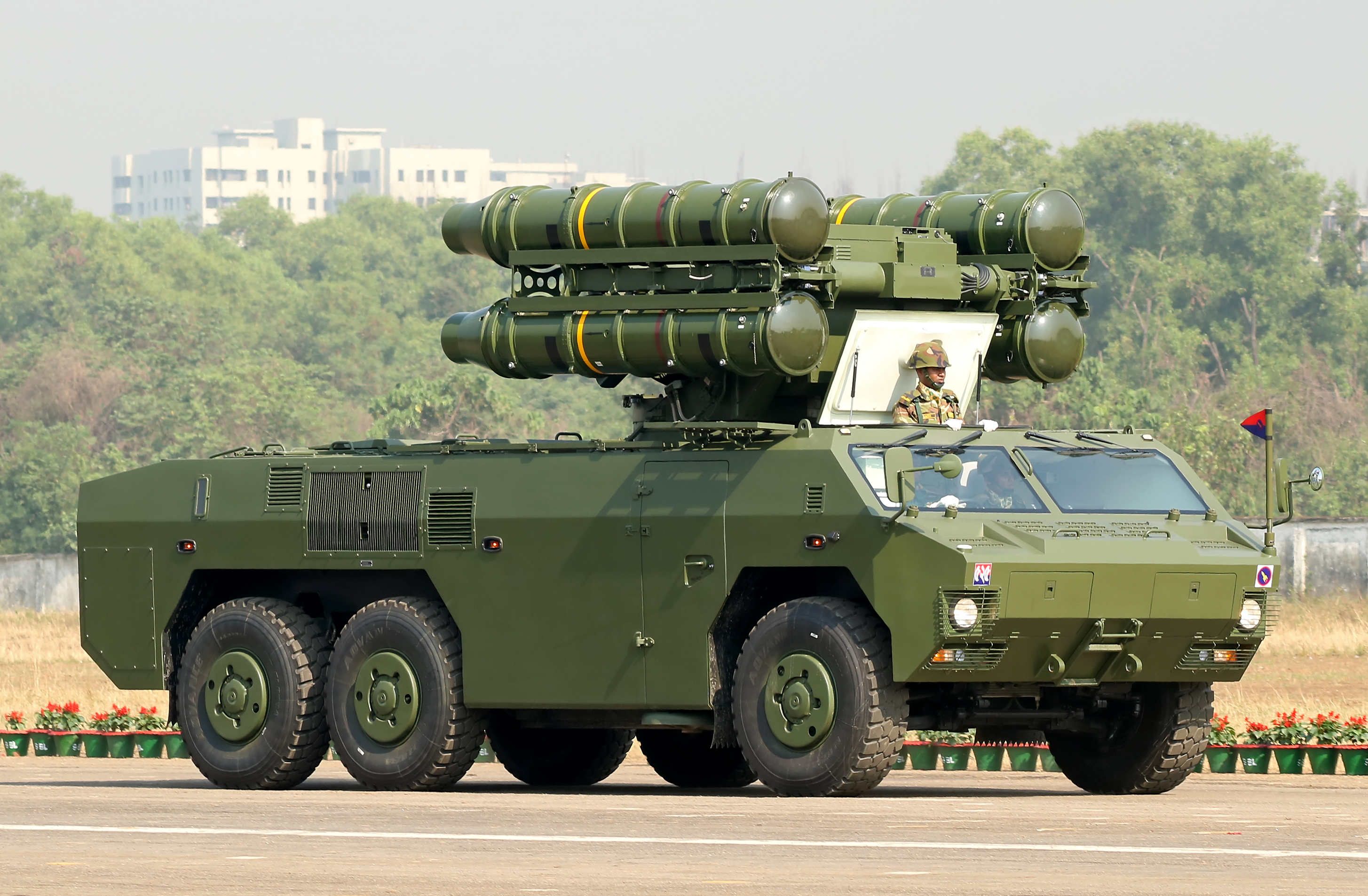
HQ-7B (FM-90) de l'armée bangladaise.

Le HQ-7 (ou FM-80) (Chinois; pinyin : hóng qí, "drapeau rouge" ou "bannière rouge") est un missile chinois de défense aérienne à basse altitude à courte portée rétro-conçu à partir du Crotale français. Le missile est déployé à la fois sur des navires et sur des véhicules terrestres. La Chine a révélé la version d'exportation, FM-90, lors du salon aéronautique de Dubaï en 1989. Le coût unitaire est d'environ 162 000 $ par lanceur et 24 500 $ par missile[Quand ?].

## Versions

### HQ-7 (FM-80) basé à terre
Le HQ-7 SAM est utilisé par Armée populaire de libération (APL) et la force aérienne de l'Armée populaire de libération (FAAPL) pour la défense aérienne à courte portée. Dans certaines bases de la PLAAF, le HQ-7 est déployé dans des abris renforcés. L'APL a monté le HQ-7 sur des remorques tractées.
Un bataillon HQ-7 basé à terre typique comprend:
- 3 × sections opérationnelles
- 1 × Section Assistance / Maintenance

Chaque section opérationnelle comprend :
- 1 × unité de recherche avec :
  - Radar de recherche Doppler bande E/F (18,4 km de portée)
  - Unité de traitement cible, peut traiter 30 cibles et en suivre 12 simultanément
  - Réseau filaire vers les unités de tir
  - Section IFF et radio
- 3 unités de tir, chacune avec :
  - Système de visée optique
  - 4 × 40 générateurs de kW
  - Lanceur de missiles à 4 ou 8 cellules
  - Radar de conduite de tir en bande J (17 km de portée)
  - Système de suivi TV (15 km de portée)
  - Localisateur IR
  - Unité de traitement cible
  - Réseau filaire
  - IFF et stations de radio

Chaque section de support/maintenance se compose de :
- 10 véhicules d'assistance
- Groupe d'entretien

### HQ-7 (FM-80) automoteur
L'institut de recherche no 206 a développé une version automotrice 4 × 4 du HQ-7. Quatre missiles HQ-7 et un système de radar de poursuite sont montés sur un véhicule 4 × 4 ou une remorque.

### HQ-7 (FM-80) Naval

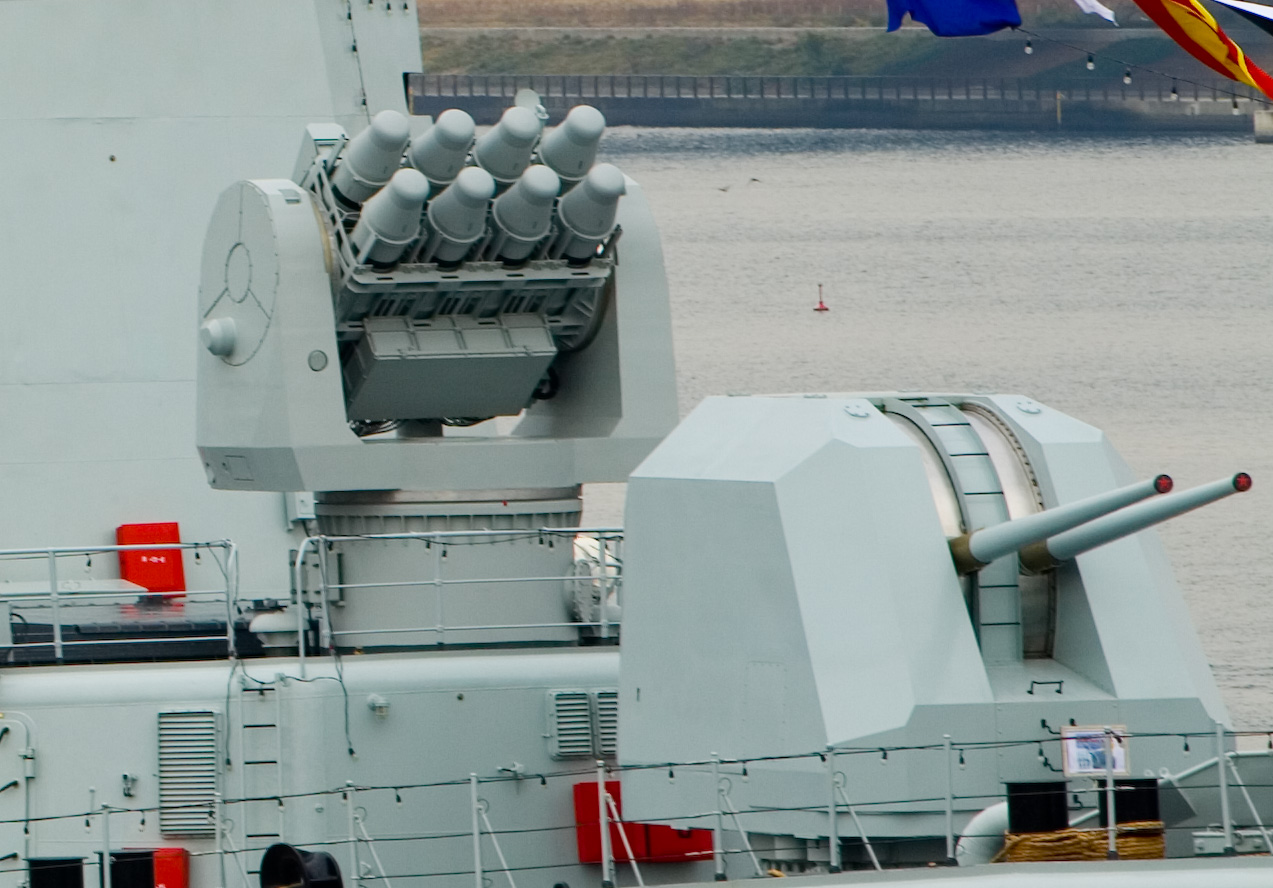
Un lanceur naval HQ-7 de huit unités derrière un tourelle à double canon de type 79A de calibre 100 mm.

Le HQ-7 est devenu le missile standard de défense aérienne à courte portée de la marine chinoise dans les années 1990 et a été utilisé sur de nouvelles constructions telles que le Type 054 jusqu'à ce qu'il soit remplacé par le HQ-16 sur la frégate Type 054A. La configuration typique est un lanceur à 8 cellules, avec des réserves de missiles de rechargement par multiples de 8 (8, 16, 24). Les versions antérieures nécessitaient un rechargement manuel, tandis que les variantes ultérieures ont un chargeur automatique qui peut être rétracté sous le pont.
Le Naval HQ-7 utilise un radar Doppler en bande E/F de type 360S avec une portée de détection de 18,4 km, connecté au système de gestion de combat ZJK-4 (Thomson-CSF TAVITAC). Le système est capable de traiter jusqu'à 30 cibles et d'en suivre 12 simultanément.

### HQ-7B (FM-90)

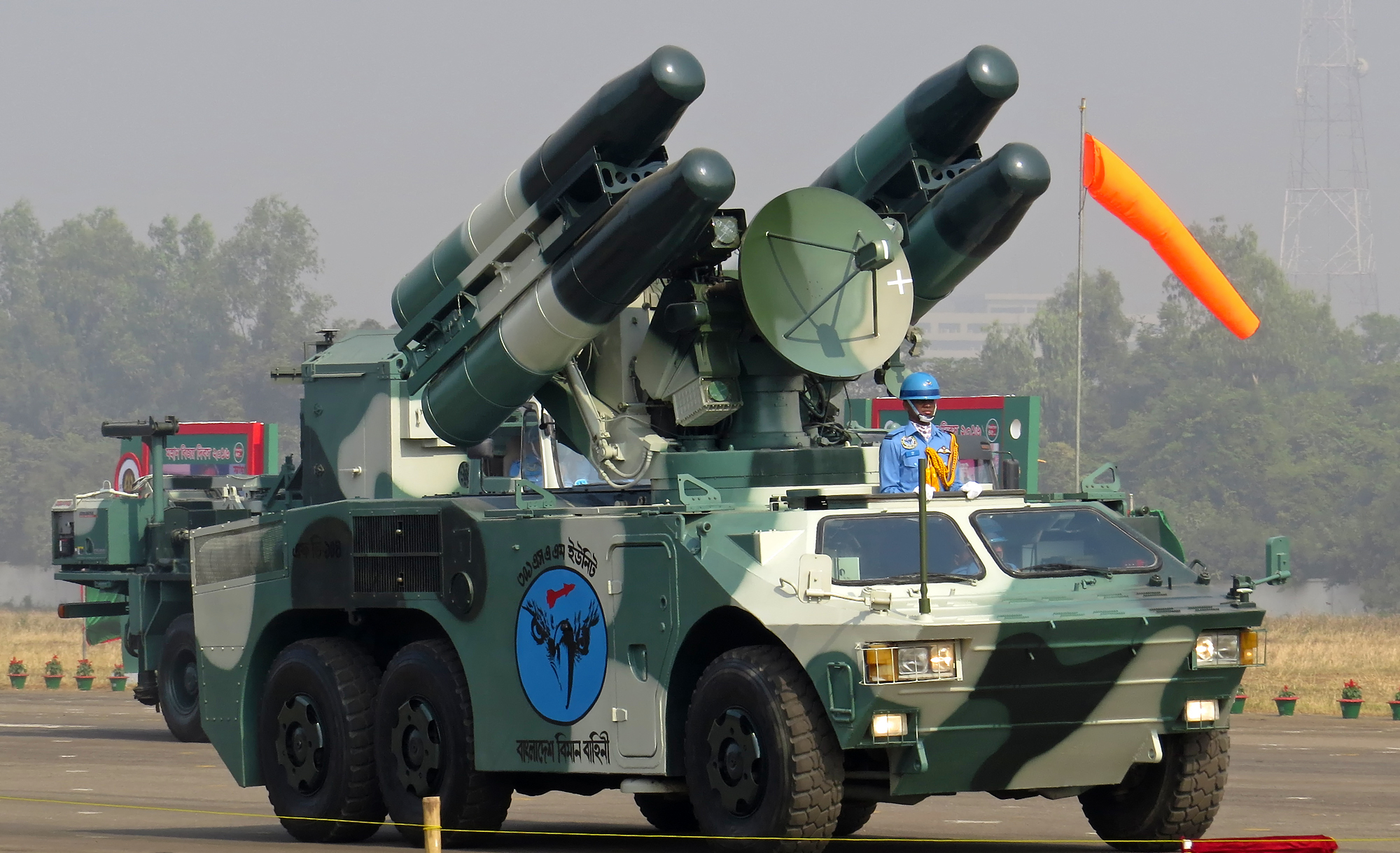
Véhicule lance-missile HQ-7B (FM-90) de l'Armée de l'air du Bangladesh.

En 1998, la société chinoise d'import-export de machines de précision (en) a produit un HQ-7 amélioré avec des missiles plus rapides et à plus longue portée, avec une caméra de suivi infrarouge[réf. nécessaire]. Cette version a reçu la désignation d'exportation FM-90. Le système utilise un châssis blindé 6 × 6 au lieu du 4 × 4 du HQ-7.

### Ya Zahra
L'Iran produit depuis 2003, sans licence, une copie du HQ-7. Il s'agit du Ya Zahra air defense system (en) employé, entre autres, par la Force de défense aérienne de la république islamique d'Iran.

## Spécification HQ-7
- Dimensions missiles :
  - longueur - 3 m
  - diamètre - 0,156 m
  - envergure - 0,55 m
- Masse au lancement : 84,5 kg
- Altitude de fonctionnement :
  - 30-5000 m (HQ-7/FM-80)
  - 15-6000 m (FM-90)
- Plage de fonctionnement minimale : 500 m (HQ-7/FM-80) ; 700 m (FM-90)
- Plage de fonctionnement maximale :
  - 8.6 km (HQ-7/FM-80, 400 m/s (Mach 1,2))
  - 10 km (HQ-7/FM-80, 300 m/s (Mach 0,8))
  - 12 km (HQ-7/FM-80, cibles volant lentement)
  - 15 km (FM-90, toutes cibles)
- Vitesse : Mach 2,3 (800 m/s)
- Guidage : Commande + suivi électro-optique
- Ogive : HE-FRAG avec fusible de proximité
- Portée de détection radar : 18,4 km (HQ-7/FM-80); 25 km (FM-90)
- Portée radar : 17 km (HQ-7/FM-80); 20 km (FM-90)

## Opérateurs

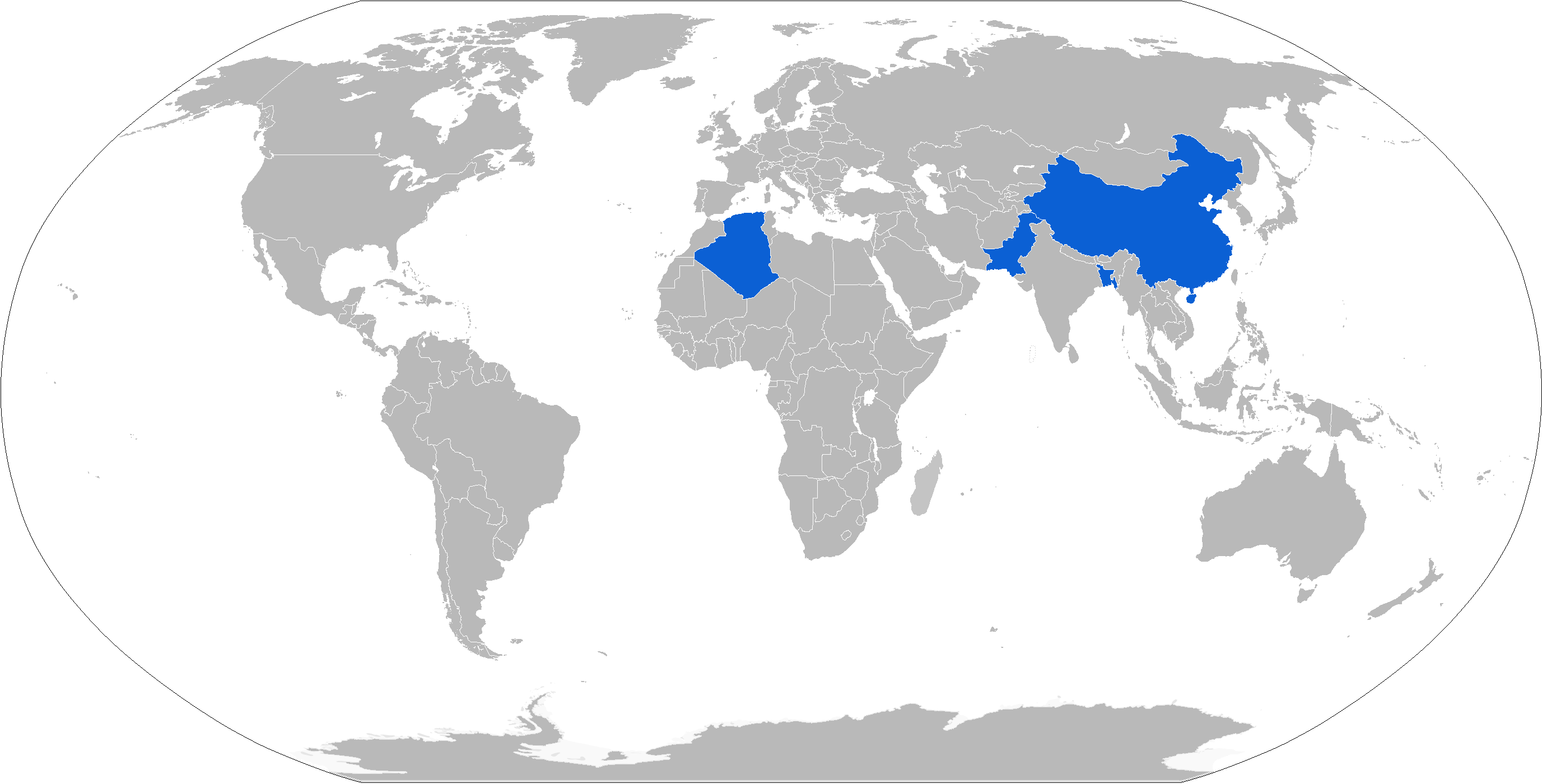
Carte avec les opérateurs HQ-7 en bleu

### Opérateurs actuels
- Algérie:
  - Marine Algérienne: corvettes classe C28A
- Bangladesh:
  - Armée de l'air du Bangladesh
  - Armée de terre bangladaise
  - Marine bangladaise : 2 frégates Umar Farooq équipées de HHQ-7 avec 8 missiles prêts à tirer[2].
- République populaire de Chine:
  - Force aérienne chinoise
  - Armée de terre chinoise : 200 HQ-7A/B opérationnels en 2022[3].
  - Marine chinoise : 2 destroyers type 052 équipés de 4 HHQ-7 chacun avec 4 missiles prêts à tirer ; 4 frégates Type 053H3 équipées de 2 HHQ-7 chacun avec 8 missiles prêts à tirer ; 1 frégate Type 054A équipée de 1 HHQ-7 avec 8 missiles prêts à tirer[4].
- Pakistan:
  - Armée de terre pakistanaise
  - Marine pakistanaise
- Turkménistan:
  - Armée de l'air du Turkménistan[5]